# Ochotnicza Straż Pożarna w Ożarowie Mazowieckim
Ochotnicza Straż Pożarna w Ożarowie Mazowieckim – organizacja społeczna powstała w 1924, zrzeszona w Związku Ochotniczych Straży Pożarnych RP, wpisana do rejestru stowarzyszeń w 2002, wchodzi także w skład Krajowego Systemu Ratowniczo-Gaśniczego.

## Historia
Ochotnicza Straż Pożarna w Ożarowie Mazowieckim została założona w 1924. W dniu 18 stycznia 1924 w Urzędzie Wojewody Mazowieckiego pod numerem 574 Rejestru Stowarzyszeń i Związków zarejestrowano Towarzystwo Straży Ogniowej Ochotniczej w Ożarowie powiatu warszawskiego. Pierwszym prezesem wybrany został Robert Zabłotniak, a naczelnikiem drużyny strażackiej Ignacy Perz. Pierwszym zastępcą prezesa był Jan Pietraszkiewicz, który w 1927 został przeniesiony do Głównego Związku Straży Pożarnych RP w Warszawie, a następnie przeniesiony do Gdyni, gdzie 1 września 1930 został mianowany Komendantem Straży Portowej. Od początku istnienia OSP w Ożarowie strażacy działają zgodnie z hasłem:

Bogu na chwałę, bliźniemu na pożytek

Po ustanowieniu jednostki, strażacy przystąpili niezwłocznie do pracy, szkoląc się, zdobywając przy pomocy grupki sympatyków fundusze przez organizowanie odpłatnych imprez i wspólnych prac fizycznych. Pozwoliło to na stopniowe kupowanie sprzętu i wyposażenia. Widząc zaangażowanie i dynamiczny rozwój jednostki w 1925 Stefan Matys przekazał OSP w darze działkę przy obecnej ulicy Ożarowskiej. W tym też roku strażacy przystąpili do budowy murowanej remizy. W 1926 ukończono budowę remizy i oddano ją do użytku. Stało się to dzięki pomocy finansowej udzielonej przez mieszkańców z Ożarowa i okolic. W tym czasie straż posiadała już kompletny sprzęt gaśniczy i ratowniczy: przenośną sikawkę czterocalową, przenośny hydrofor z cylindrem leżącym, drabinę Szczerbowskiego, drabinę francuską, dwie drabiny hakowe, sprzęt burzący i uzbrojenie osobiste. Ponadto posiadała 3 beczkowozy dwukołowe do zaprzęgu konnego. W ówczesnych czasach, remiza oraz sprzęt odpowiadały całkowicie wymogom techniki pożarniczej. Alarmowanie odbywało się przy pomocy rozwieszonych dzwonków oraz w późniejszym czasie syreną zakładową huty szkła.

### Okres II wojny światowej
Wybuch wojny w 1939 odbił się katastrofalnie na działalności straży. Ofiarny i pełen zapału naczelnik Władysław Skórkowski został powołany do wojska i znalazł się na Węgrzech. Stamtąd przedostał się do Anglii, gdzie zmarł. Straż utraciła wóz bojowy i sztandar – symbol polskości, który zarekwirowały władze niemieckie. Trudności bytowe życia okupacyjnego poważnie utrudniały działalność, straż jednak po chwilowym wstrząsie ją wznowiła.

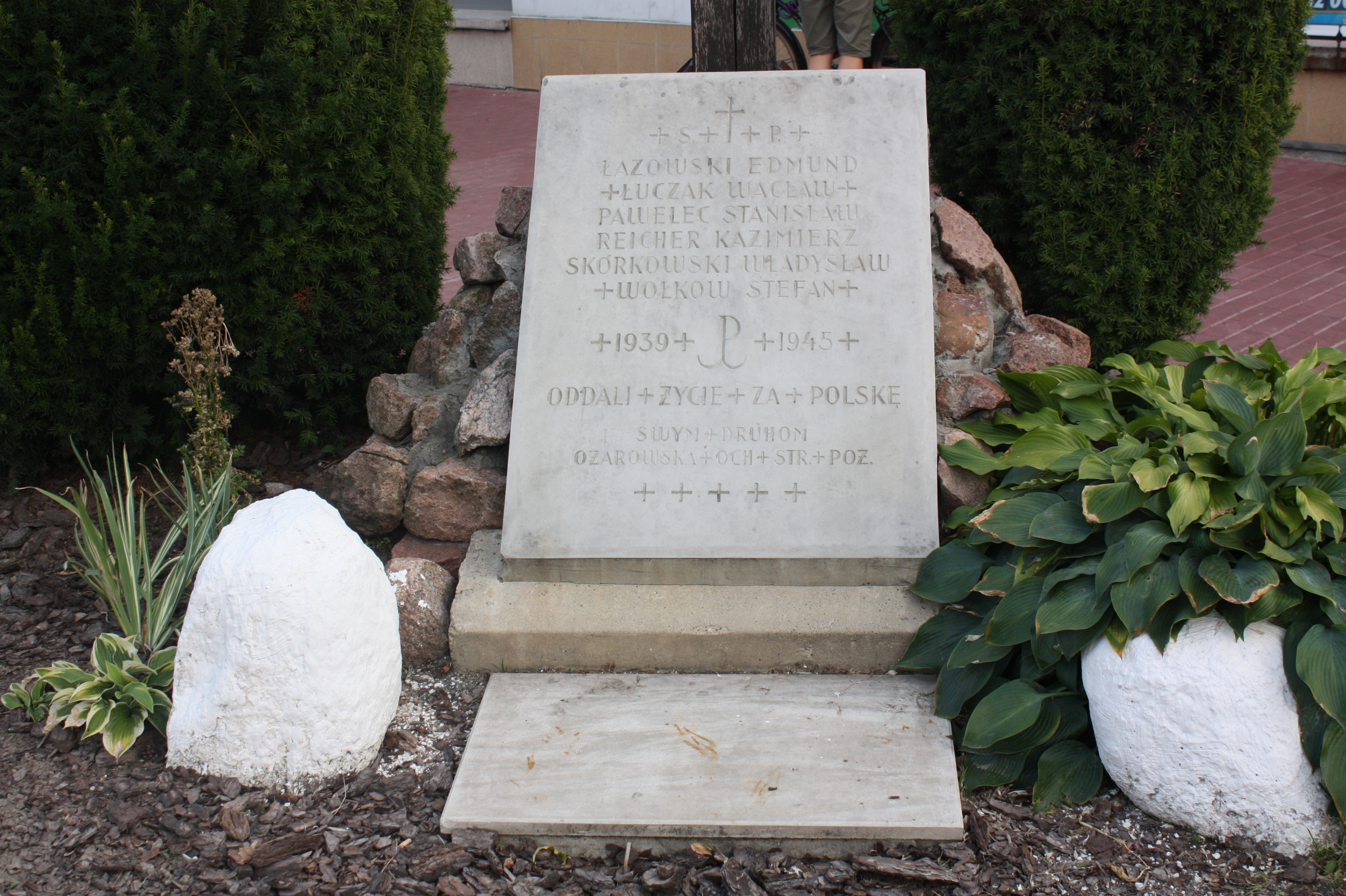
Tablica pamiątkowa w Ożarowie Mazowieckim

Niemcy mimo stosowania terroru, doceniali potrzebę utrzymania w warunkach wojennych straży pożarnej. Stwarzało to możliwości utrzymywania sprzętu i uzbrojenia pożarniczego. Dodatkowo ułatwiało ewentualne działania konspiracyjne, gdyż legitymacja strażacka wydawana przez władze niemieckie skutecznie chroniła od robót przymusowych, często uwalniała z łapanek. Zostało to wkrótce wykorzystane do pracy konspiracyjnej. Na przełomie 1939/40 ówczesny prezes OSP Zygmunt Holewiński we współpracy ze starszym instruktorem ochrony przeciwpożarowej powiatu warszawskiego dh. Teodorem Ozdobińskim utworzyli z zaufanych strażaków komórkę Związku Walki Zbrojnej, która następnie weszła w skład Armii Krajowej Batalionu Ożarowskiego pod nazwą „Folwark Ryniewo” i stanowiła zaczątek późniejszego VII Rejonu „Jaworzyn”. Kilku członków straży objęło funkcję w sztabie batalionu. W ramach tej formacji brano udział w szeregu akcji o znaczeniu wojskowym: przerzuty broni i leków, kolportaż prasy podziemnej, przewóz prasy przez posterunki żandarmerii czy przejmowanie zrzutów w Puszczy Kampinoskiej. W remizie gromadzono sprzęt wojskowy i sanitarny. Niestety nie obeszło się bez ofiar, wskutek wpadki rozstrzelani zostali wiceprezes straży Kazimierz Reicher, strażacy: Edmund Łazowski, Wacław Łuczak, Stefan, Wołkow Stanisław Pawelec. Pamięć ich uczczono po wojnie tablicą pamiątkową u zbiegu ulic Poznańskiej i Strażackiej. Zwłoki ich, po ekshumacji w lasach Palmir, złożono na cmentarzu wojskowym w Ołtarzewie. Historia ta jest jednym z przykładów czynnego włączania się strażaków z OSP w działania zbrojne. Aktywność strażaków z OSP Ożarów Mazowiecki nie ograniczała się jedynie do gaszenia pożarów i opisanych działań. Strażacy służyli także pomocą wspierając akcję dożywiania najbiedniejszej ludności. Uruchomiono kuchnię, na organizację której oddano część remizy. W jej pomieszczeniach zorganizowano również stołówkę. Strażacy prowadzili kwesty od rolników dla zaopatrzenia kuchni w warzywa i artykuły spożywcze. Równocześnie prowadzono szkolenie pożarnicze i wojskowe członków czynnych. W czasie wojny zakupiono pierwszą motopompę marki Lis i samochód Bedford, który przerobiono na pożarniczy. Tak wyposażona jednostka działała do wyzwolenia gasząc skutecznie pożary tego co polskie, stosując w miarę możliwości sabotaż przez opieszałość przy gaszeniu obiektów niemieckich.
Członkowie OSP w Ożarowie Mazowieckim – Żołnierze Armii Krajowej VII Rejonu „Jaworzyn”:

- Chajęcki Zdzisław
- Fus Stanisław
- Góraj Adam
- Górecki Leonard
- Holewińska Stanisława
- Holewiński Zygmunt
- Kaszak Michał
- Kiedrowski Edward
- Kiedrowski Michał
- Klimas Stanisław
- Kwiatkowski Eugeniusz
- Leżyński Aleksander
- Łazowski Edmund
- Łazowski Eugeniusz
- Łuczak Wacław
- Morawski Władysław
- Pawelec Stanisław
- Reicher Kazimierz
- Stępień Józef
- Świecki Edward
- Wodzyński Władysław
- Wołkow Stefan

### Okres po 1945
Po zakończeniu II wojny światowej ożarowscy strażacy, pod przewodnictwem naczelnika Łazowskiego organizowali na nowo sprzęt i zbierali fundusze. Pierwsze kupione samochody ciężarowe, służyły jako pożarnicze oraz do przewozów zarobkowych. Za pieniądze druhów Łazowskiego Koprzaka, Jaczewskiego, zakupiono aparaturę filmową 16 mm. We własnym zakresie urządzono i wyposażono salę kinową. W 1955 rozpoczęło działalność kino związkowe „Strażak”. Przez kilka lat dochody z kina były podstawowym źródłem finansowania jednostki.
Młodzieżowa Drużyna Pożarnicza (MDP) z Ożarowa brała udział w pierwszym programie TVP poświęconym propagowaniu drużyn pożarniczych, konkurując z MDP z Nasielska. Do 1960 prowadzono drobne prace inwestycyjne na terenie placu przy ulicy Ożarowskiej, jednak coraz częściej zarząd i członków straży nurtowała myśl o budowie nowej strażnicy. Nadal działało kino „Strażak”, ponadto w dobudowanym trójboksowym drewnianym garażu rozpoczął działalność warsztat ślusarski, a w nim produkcja wiórek stalowych do wiórowania warsztatów. Strażacy czerpali też dochód z wynajęcia sali tanecznej w parku w Ołtarzewie. W późniejszym okresie powstała sala taneczna na placu straży przy ul. Floriana. Wszystkie zebrane pieniądze strażacy przeznaczyli na zakup materiałów budowlanych, co przybliżyło ich do rozpoczęcia budowy nowej strażnicy. Ostatecznie w 1962 Walne Zebranie OSP przyjęło uchwałę o przystąpieniu do budowy. Powołano komitet budowy strażnicy, na czele którego stanął przewodniczący Osiedlowej Rady Narodowej Ożarowa Waldemar Urbaniak. Po załatwieniu wszystkich formalności, jesienią 1962 przystąpiono do kopania fundamentów i ich zalewania. W 1963 postawiono strażnicę w stanie surowym oraz wybudowano dwupiętrową drewnianą wspinalnię. W latach 1964–1965 prowadzono prace wykończeniowe i w październiku 1965 oddano do użytku nową strażnicę (na ul. Strażackiej). Jej oddanie połączono z jubileuszem 40-1ecia OSP Ożarów. W czasie tej uroczystości odznaczenia otrzymali najbardziej aktywni członkowie Komitetu Budowy Strażnicy, członkowie zarządu i strażnicy.
W 1966 postanowiono wykorzystać będący na terenie placu dół służący do lasowania wapna. Po niewielkim jego powiększeniu, wybetonowano ściany, uzyskując niewielkim nakładem pracy i funduszy zbiornik o pojemności 180m³. Zagospodarowano również terenu wokół strażnicy.
W 1970 zarząd zaproponował budowę budynku gospodarczego, który pomieściłby sprzęt gospodarczy znajdujący się w drewnianej szopie. W 1972 naczelnikiem i równocześnie komendantem straży został Leszek Stachlewski. 11 marca 2017 zrezygnował z pełnienia funkcji naczelnika. Pozostał jednak Honorowym Naczelnikiem.
W 2002 druhowie z ożarowskiej OSP wspierali trwający 306 dni protest pracowników Fabryki Kabli „Ożarów”. W 2006 OSP wybudowała obok strażnicy budynek mieszkalno-usługowy. Pomieszczenia na parterze są wynajmowane i środki z tego tytułu służą finansowaniu działalności bieżącej straży pożarnej. W 2007 druhowie ożarowscy uczestniczyli w akcji wydobycia z dna Wisły wraku samolotu Cessna 150M SP-KCP.

## Obchody rocznicowe
- Uroczystość 50-lecia OSP odbyła się 20 lipca 1975. W czasie uroczystości dokonano dekoracji sztandaru Złotym Medalem „Za Zasługi Dla Pożarnictwa”[6].
- 80-lecie OSP obchodzono 3 maja 2006, w dniu Strażaka i dniu otrzymania nowego sztandaru[16].
- 18 stycznia 2014 obchodzono 90-lecie istnienia jednostki. 16 druhów zostało odznaczonych złotymi, srebrnymi, a także brązowymi medalami „Za Zasługi Dla Pożarnictwa”[17].

## Baza techniczna

### Remiza
Strażnica przy ul. Strażackiej 1

### Samochody
Ochotnicza Straż Pożarna w Ożarowie Mazowieckim dysponuje obecnie sześcioma samochodami ratowniczo – gaśniczymi, w tym jednym samochodem specjalnym (podnośnik SH 18) oraz jednym samochodem Star 25 GBAM, który obecnie nie jest w czynnej służbie.
- Mercedes-Benz Sprinter 518 SRt – z kabiną sześcioosobową, przeznaczony głównie do ratowania poszkodowanych w wypadkach komunikacyjnych i innych akcjach specjalistycznych.
- Iveco Eurocargo ML150E28WS 4x4 GBA 3,5/27 – z kabiną sześcioosobową, przeznaczony głównie do zwalczania pożarów i pomocy w wypadkach komunikacyjnych, jest on przeznaczony również do pracy w ciężkim terenie (np. las) ze względu na terenowe zawieszenie z napędem 4x4
- Tatra T815 4X4.2 GCBA 4/32 – z kabiną sześcioosobową, przeznaczony do gaszenia pożarów oraz pomocy w wypadkach komunikacyjnych i innych akcjach specjalistycznych, jest wyposażony w napęd 4x4
- Star 266 SH-18 – z kabiną dwuosobową, posiada podnośnik koszowy o długości 18m
- Mercedes-Benz Sprinter 4x2 GLBA – z kabiną trzyosobową, przeznaczony do gaszenia budynków i pomieszczeń przy pomocy specjalistycznej lancy Cobra, która wystrzeliwuje mgłę wodną z ciśnieniem 300 bar
- Star 25 GBAM – obecnie nie jest w czynnej służbie
- Scania P360 GCBARt – z kabiną sześcioosobową, przeznaczony do gaszenia pożarów oraz pomocy w wypadkach komunikacyjnych i innych akcjach specjalistycznych. Na swoim wyposażeniu zawiera również Cut-Lance.

## Odznaczenia, wyróżnienia
- 1964 – Dyplom uznania nr 29 za 40 letnią chlubną i ofiarną działalność przyznany przez „Związek Ochotniczych Straży Pożarnych” Stowarzyszenia Wyższej Użyteczności, Okręg Wojewódzki[18],
- 1975 – Złoty medal „Za zasługi dla pożarnictwa” przyznany uchwałą nr 3 z 6 lutego 1975 przez „Związek Ochotniczych Straży Pożarnych” Stowarzyszenia Wyższej Użyteczności, Zarząd Główny[18],
- 2004 – nagroda honorowa Miasta i Gminy Ożarów Mazowiecki „Felicja” w kategorii instytucja[19].
- 2008 – Tomasz Makulski wyróżniony tytułem „Strażaka Miesiąca Grudnia 2008”[20].

## Sukcesy w zawodach pożarniczych[18]
- 1960 – Dyplom dla Sekcji Młodzieżowej OSP w Ożarowie Mazowieckim za zajęcie II miejsca na II wojewódzkich zawodach pożarniczych woj. warszawskiego w Warszawie
- 1967 – Dyplom dla Młodzieżowej Drużyny Pożarniczej za zajęcie II miejsca w grupie I na zawodach powiatowych przeprowadzonych w Józefowie
- 1976 – Dyplom dla OSP w Ożarowie za zajęcie I miejsca w grupie III w VIII zawodach pożarniczych w Warszawie
- 1976 – Dyplom dla OSP w Ożarów za zajęcie I miejsca w grupie III w IX stołecznych zawodach sportowo-pożarniczych w Nowym Dworze Mazowieckim

W 1976 OSP w Ożarowie Mazowieckim ma w dorobku I miejsce w zawodach wojewódzkich oraz I miejsce w czasie ćwiczeń Obwodowej brygady pożarniczej, za co w nagrodę jeden z ich samochodów pożarniczych został wyposażony w radiostację. W 1978 OSP w Ożarowie Mazowieckim powtórnie wywalczyła I miejsce, które było kwalifikacją do zawodów krajowych w 1980 w Poznaniu. Na zawodach tych, wśród drużyn z całego kraju zajęli ostatecznie IX miejsce.
- 1980 – Dyplom dla OSP Ożarów za zajęcie I miejsca w punktacji ogólnej Grupa III, w II strefowych zawodach sportowo-pożarniczych w Łodzi
- 1985 – Dyplom dla OSP Ożarów Mazowiecki za zajęcie I miejsca w strefowych zawodach sportowo-pożarniczych w grupie Ochotniczych Straży Pożarnych w Gostyninie
- 1985 – Dyplom dla OSP w Ożarowie Mazowieckim za zajęcie I miejsca w rejonowych zawodach w Pruszkowie
- 1986 – Dyplom dla OSP Ożarów za zajęcie I miejsca w grupie II w stołecznych zawodach sportowo-pożarniczych w Legionowie
- 1986 – Dyplom dla Młodzieżowej Drużyny Pożarniczej za zajęcie I miejsca w VI stołecznych zawodach sportowo-pożarniczych w Grodzisku Mazowieckim
- 1994 – Dyplom dla OSP w Ożarowie za zajęcie I miejsca w rejonowych zawodach sportowo-pożarniczych Młodzieżowych Drużyn Pożarniczych w grupie I w Pruszkowie
- 1994 – Dyplom dla OSP w Ożarowie za zajęcie II miejsca w rejonowych zawodach sportowo-pożarniczych w Pruszkowie
- 1995 – Dyplom dla OSP w Ożarowie za zajęcie III miejsca w zawodach obwodowego ruchu pożarniczego
- 1995 – Dyplom dla Młodzieżowej Drużyny Pożarniczej za zajęcie I miejsca w I grupie w Legionowie
- 1997 – Dyplom dla OSP w Ożarowie za zajęcie I miejsca w wojewódzkich zawodach jednostek OSP Obwodowego Pułku Pożarniczego w Warszawie
- 1998 – Dyplom dla OSP w Ożarowie Mazowieckim za zajęcie II miejsca w rejonowych zawodach sportowo-pożarniczych w Nadarzynie
- 2001 – Dyplom dla OSP w Ożarowie Mazowieckim za zajęcie II miejsca w I powiatowych zawodach sportowo-pożarniczych jednostek OSP powiatu warszawskiego zachodniego w Błoniu

W 1993 za zajęcie I miejsca oraz wykazanie wysokiego poziomu wyszkolenia bojowego w zawodach Obwodowego Pułku Pożarniczego OSP w Ożarowie Mazowieckim otrzymała samochód pożarniczy AVIA od Komendanta Państwowej Straży Pożarnej w Warszawie.